# Cedestis gysseliniella
Cedestis gysseliniella is een vlinder uit de familie van de stippelmotten (Yponomeutidae). De wetenschappelijke naam van de soort werd in 1840 gepubliceerd door Duponchel.